# 夸拉鎮區 (北卡羅萊納州傑克遜縣)
夸拉鎮區（英語：Qualla Township）是位於美國北卡羅萊納州傑克遜縣的一個鎮區。

## 地方資料
夸拉鎮區的面積為154.36平方千米，皆為陸地。根據2020年美國人口普查的數據，當地共有人口5473人，而人口密度為每平方千米35.46人。